# Donker visstaartje
Het donker visstaartje (Meganola strigula) is een nachtvlinder uit de familie van de visstaartjes (Nolidae). 

## Beschrijving
De voorvleugellengte bedraagt tussen de 9 en 11 millimeter. De voorvleugels is grijs, afwisselend donkerder en lichter. Over de vleugel lopen twee zwarte dwarslijnen. De buitenste daarvan is getand, de binnenste S-vormig. De achtervleugels zijn bruin met een middenstip. De soort is zeer moeilijk op naam te brengen.

## Waardplanten
Het donker visstaartje gebruikt vooral eik en soms andere loofbomen zoals beuk als waardplanten. De rups is te vinden van augustus tot juni en overwintert. Verpopping vindt plaats in een cocon op de boom.

## Voorkomen
De soort komt verspreid over Europa en Klein-Azië voor. 

### Voorkomen in Nederland en België
Het donker visstaartje is in Nederland en België zeer zeldzaam. De vlinder kent jaarlijks één generatie die vliegt van halverwege juni tot in augustus.